# Bungoma (stad)
Bungoma is een stad in het westen van Kenia dicht bij de grens van Oeganda in de provincie Magharibi. Bungoma was begin 20e eeuw het handelscentrum. De stad is de hoofdstad van het gelijknamige district en huisvest een gemeentehuis. In de stad heeft 44.196 inwoners (peildatum 1999).
De stad ligt in een gebied waar wife inheritance voorkomt. Hierbij trouwt de man met de weduwe van zijn overleden broer. De laatste jaren is wife inheritance niet meer zo algemeen geaccepteerd als voorheen. In Bungoma is de laatste 10 jaar het aantal hiv/aids gevallen sterk toegenomen. Het hiv-probleem wordt verergerd door het gedrag van voornamelijk de mannen. In het gebied vindt elk even jaar in de maanden augustus en december het Bukusu besnijdenisritueel plaats.

## Economie
De economie bestaat voornamelijk uit landbouw en handel die wordt bevorderd door de Kenia-Uganda spoorlijn die dagelijks door de stad rijdt.

## Politiek
Bungoma telt acht kiesdistricten, waarvan vier (Khalaba, Mjini, Sinoko and Stadium) onderdeel zijn van het stemdistrict Kanduyi. De andere vier (Namasanda, Musikoma, Sio and Siritanyi) maken onderdeel uit van het stemdistrict Bumula.